# Derde Kruistocht

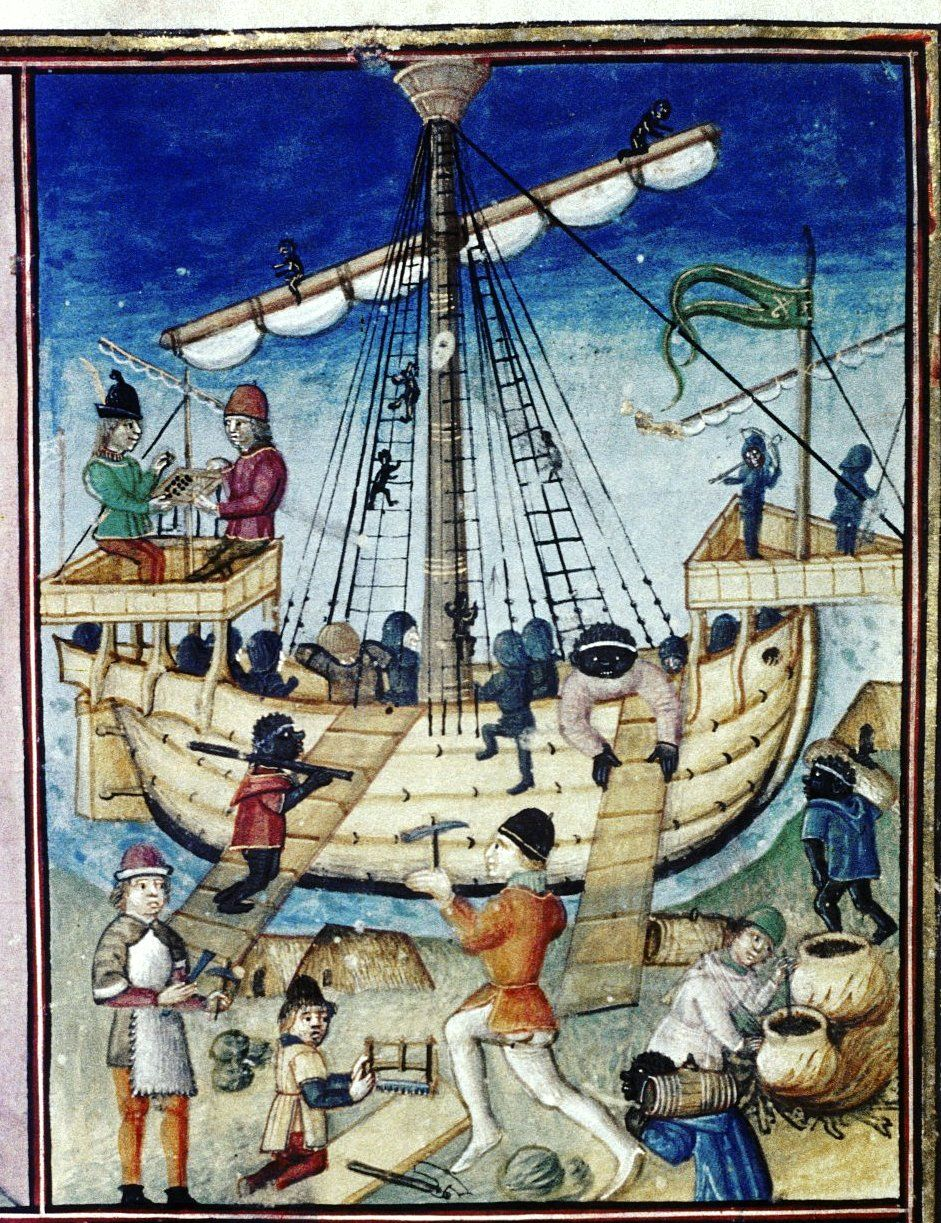
Vermoedelijke weergave van een Vlaams kruisvaardersschip op een 15e-eeuwse miniatuur, o.a. op grond van de groene vlag met een geel kruis. Te Gisors hadden Filips Augustus, Richard Leeuwenhart en Filips van de Elzas afgesproken dat de Fransen rode, de Engelsen witte en de Vlamingen groene banieren/herkenningstekenen zouden dragen.

De Derde Kruistocht (1189-1192) was een zware militaire expeditie ondernomen door de paus en Europese leiders om het Heilige Land te heroveren op Saladin. De Kruistocht was grotendeels succesvol, maar het ultieme doel (de herovering van Jeruzalem) werd niet behaald.
Na het falen van de Tweede Kruistocht, bestuurden de Zengiden een verenigd Syrië. Ze raakten in conflict met de Fatimidische heersers van Egypte, wat uiteindelijk resulteerde in de vereniging van Egyptische en Syrische troepen onder het bevel van Saladin. Hij gebruikte die troepen om het grondgebied van de christelijke staten te verminderen en heroverde in 1187 Jeruzalem. Aangespoord door religieuze geestdrift, beëindigden Hendrik II van Engeland en Filips II van Frankrijk hun onderlinge conflict om een nieuwe kruistocht te gaan leiden (hoewel na de dood van Hendrik in 1189 de Engelse troepenmacht onder leiding kwam te staan van Richard Leeuwenhart). De bejaarde Rooms-Duitse keizer Frederik Barbarossa reageerde op de oproep om ten strijde te trekken, en leidde een enorm leger door Anatolië, maar verdronk voordat hij het Heilige Land bereikte. Veel van zijn ontmoedigde troepen gingen daarop terug naar huis.
Na het verdrijven van de moslims uit Akko verlieten Leopold V van Oostenrijk, de opvolger van Frederik, en Filips het Heilige Land in augustus 1191. Saladin slaagde er niet in Richard te verslaan, waardoor Richard nog een aantal belangrijke kuststeden kon beveiligen. Desalniettemin sloot Richard op 2 september 1192 een verdrag af met Saladin waarin stond dat Jeruzalem onder controle van de moslims zou blijven, maar het stond ook ongewapende christelijke pelgrims en kooplieden toe de stad te bezoeken. Richard vertrok uit het Heilige Land op 9 oktober.
De successen van de Derde Kruistocht maakten het de kruisvaarders mogelijk een belangrijk koninkrijk op Cyprus en de Syrische kust te behouden. De niet geslaagde verovering van Jeruzalem zou echter zes jaar later leiden tot de Vierde Kruistocht.

## Achtergrond
In 1171 werd het Egyptische rijk der Fatimiden veroverd door Salah al-Din Yusuf bin Ayub (Saladin), een generaal van Nur al-Din. Hiermee kwam een einde aan het schisma in de islam tussen Egypte en Syrië. Het gevolg was dat de kruisvaarderstaatjes nu ingesloten lagen in een aaneengesloten rijk. Na de dood van Nur ad-Din in 1174 werd Saladin de machtige en bekwame leider van dit rijk. De ene stad na de andere viel in Saladins handen, Damascus al in 1174.
In 1183 werd de hertog van Neder-Lotharingen, Godfried III van Leuven (+1190), door keizer Frederik Barbarossa met een leger naar Jeruzalem gestuurd, maar zonder veel succes. Op 2 oktober 1187 werd Jeruzalem door Saladin ingenomen. Slechts drie steden en een paar vestingen zouden in christelijke handen blijven.

### De moslimunificatie
Na de mislukte Tweede Kruistocht had Nur ad-Din controle over Damascus en een verdeeld Syrië. Gedreven door het ideaal om zijn macht uit te breiden, had Nur ad-Din zijn zinnen gezet op de Fatimiden-dynastie van Egypte. In 1163 werd Nur ad-Dins meest vertrouwde generaal, Shirkuh, op weg gestuurd voor een militaire expeditie naar de Nijl, vergezeld door zijn nog jonge neef Saladin.
Met de troepen van Shirkuh net buiten Caïro, riep Egyptes sultan Shawar intussen de hulp in van koning Amalrik, voor enige assistentie, in reactie daarop stuurde Amalrik een garnizoen Egypte binnen dat in 1164 de confrontatie aanging bij Bilbeis.
In een reactie om de kruisvaarders af te leiden van hun daden in Egypte, viel Nur ad-Din ondertussen Antiochië binnen, wat resulteerde in een groot christelijk bloedbad, waarbij een aantal kruisvaarderleiders werd opgepakt, onder wie Reinoud van Châtillon, prins van Antiochië. Nur ad-Din liet diverse hoofden van gedode christenen opsturen naar Egypte, daar kon Shirkuh trots met de gescalpeerde hoofden zwaaien naar het leger van Amalrik. Deze acties deden beide groeperingen besluiten zich uit Egypte terug te trekken.
In 1167 zond Nur ad-Din nogmaals Shirkuh naar Egypte, om de Fatimiden te onderwerpen. Opnieuw riep sultan Shawar de hulp in van koning Amalrik om zijn gebied te redden. Met een gecombineerd leger van Egyptenaren en christenen verdreven ze de moslimleider tot aan Alexandrië.
Toen verbrak Amalrik zijn alliantie met Shawar door zijn manschappen in te zetten in Egypte en de stad Bilbeis in te nemen. Shawar smeekte daarna bij zijn voormalige vijand, Nur ad-Din, om hem te redden van het verraad van Amalrik. Zonder enig vooronderzoek wat de nieuwe samenzwering tussen Shawar en Nur ad-Din inhield, trok Amalrik zich terug uit Egypte, zonder dat hij een poging ondernam om Caïro te belegeren. De nieuwe alliantie gaf Nur ad-Din de volmacht om over zowel Syrië als Egypte te heersen.

### Saladins zegetocht
Shawar werd geëxecuteerd wegens zijn samenzwering met de christenen, daarna volgde Shirkuh hem om op als nieuwe vizier van Egypte. In 1169 overleed Shirkuh onverwacht, na nog maar enkele weken aan de macht te zijn. Shirkuh werd opgevolgd door zijn neef Salah ad-Din Yusuf, beter bekend als Saladin. Nur ad-Din overleed in 1174, een groot nieuw rijk nalatend voor zijn 11-jarige zoon As-Salih. Er werd besloten dat alleen Saladin de jihad tegen de christenen kon voortzetten. Die werd vervolgens benoemd tot sultan van Egypte en Syrië, en stichtte daarbij de Ajjoebiden-dynastie.
Aan christelijke zijde overleed Amalrik in 1174, het koninkrijk Jeruzalem nalatend aan zijn 13-jarige zoon Boudewijn IV. Hoewel Boudewijn aan melaatsheid of lepra leed, was hij een effectief en militair leider. Hij wist Saladin te verslaan in de Slag bij Montgisard in 1177 met Reinoud van Chatillon als rechterhand, die in 1176 werd vrijgelaten uit gevangenschap.
Deze Reinoud viel door de hele regio handelskaravanen van de moslims aan, hij breidde daarbij zijn piraterij uit naar de Rode Zee, waar niet alleen schepen gekaapt werden maar ook kleine aanvallen op de heilige moslimstad Mekka uitgevoerd werden. Reinoud maakte zich de meest gehate man in heel het Midden-Oosten.
Boudewijn IV overleed in 1185 en het koninkrijk Jeruzalem werd nagelaten aan zijn neef Boudewijn V, die hij zelf had gekroond als deelgenoot van zijn koningschap in 1183. Maar omdat Boudewijn V nog te jong was, nam Raymond III van Tripoli het waar als regent. Het jaar erna overleed Boudewijn V al voor zijn negende verjaardag, waarop zijn moeder Sibylla van Jeruzalem zichzelf kroonde tot koningin en haar man Guy van Lusignan tot koning.
Het was rond dezelfde tijd van de kroning dat Reinoud opnieuw handelskaravanen aanviel en zelfs de moslims gevangennam. Saladin eiste dat de gevangenen met hun lading werden vrijgelaten. De nieuwe koning Guy deed een beroep op Reinoud om die eisen in te willigen, maar Reinoud weigerde om op het verzoek van Guy in te gaan.

### Val van het koninkrijk Jeruzalem
Deze laatste daad van Reinoud, deed Saladin in 1187 besluiten om zich naar Tiberias te begeven. Raymond adviseerde rustig te blijven, maar Guy luisterde liever naar de adviezen van Reinoud, die verkoos om naar de vlakten van Tiberias te trekken. Guy ging dan ook Saladin tegemoet bij de Horens van Hattin.
Het kruisvaarderleger kwam dorstig en uitgeput door de hitte aan en werd verslagen in een korte veldslag. Koning Guy en Reinoud werden afgevoerd naar de hoofdtent van Saladin. Daar werd Guy een beker met ijswater aangeboden, Guy nam vervolgens een slok en gaf hem door aan Reinoud, maar dit was verboden. Omdat het onder de moslims gebruik is dat als degene die voedsel of drinken krijgt aangeboden, zich onder de bescherming begeeft van de gastheer en dat ieder die in nood is om een beetje hulp zich dat in beperkte mate mag toe-eigenen. Saladin voelde zich niet genoodzaakt om de verraderlijke Reinoud een slok water te gunnen. Reinoud die in dagen geen druppel water had gedronken, greep echter de beker uit Guys handen. Gelijktijdig zag Saladin het respectloos omgaan met de moslimgebruiken. Hij onthoofdde Reinoud ter plaatse voor zijn daden van vroeger. Guy werd naar Damascus gestuurd en daar gevangengezet. Een jaar later werd hij alweer vrijgelaten.
Aan het einde van het jaar 1187 had Saladin zowel Akko als Jeruzalem in handen gekregen. Het verhaal gaat dat paus Urbanus III, onwel geworden, en wat later zelfs overleden zou zijn, nadat hij het nieuws over de ineenstorting van het koninkrijk te horen kreeg. Of dit nieuws hem ten tijde van zijn dood al bereikt had wordt tegenwoordig echter in twijfel getrokken.

## Voorbereidingen
De nieuwe paus Gregorius VIII claimde dat het verlies van Jeruzalem te wijten was aan de zonden van de christenen door heel Europa. Er werd gebeden voor een nieuwe kruistocht naar het Heilige Land. Hendrik II van Engeland en Filips II van Frankrijk beëindigden hun oorlog met elkaar, om vervolgens belastingen te heffen bij hun bevolking voor een kruistocht tegen Saladin.

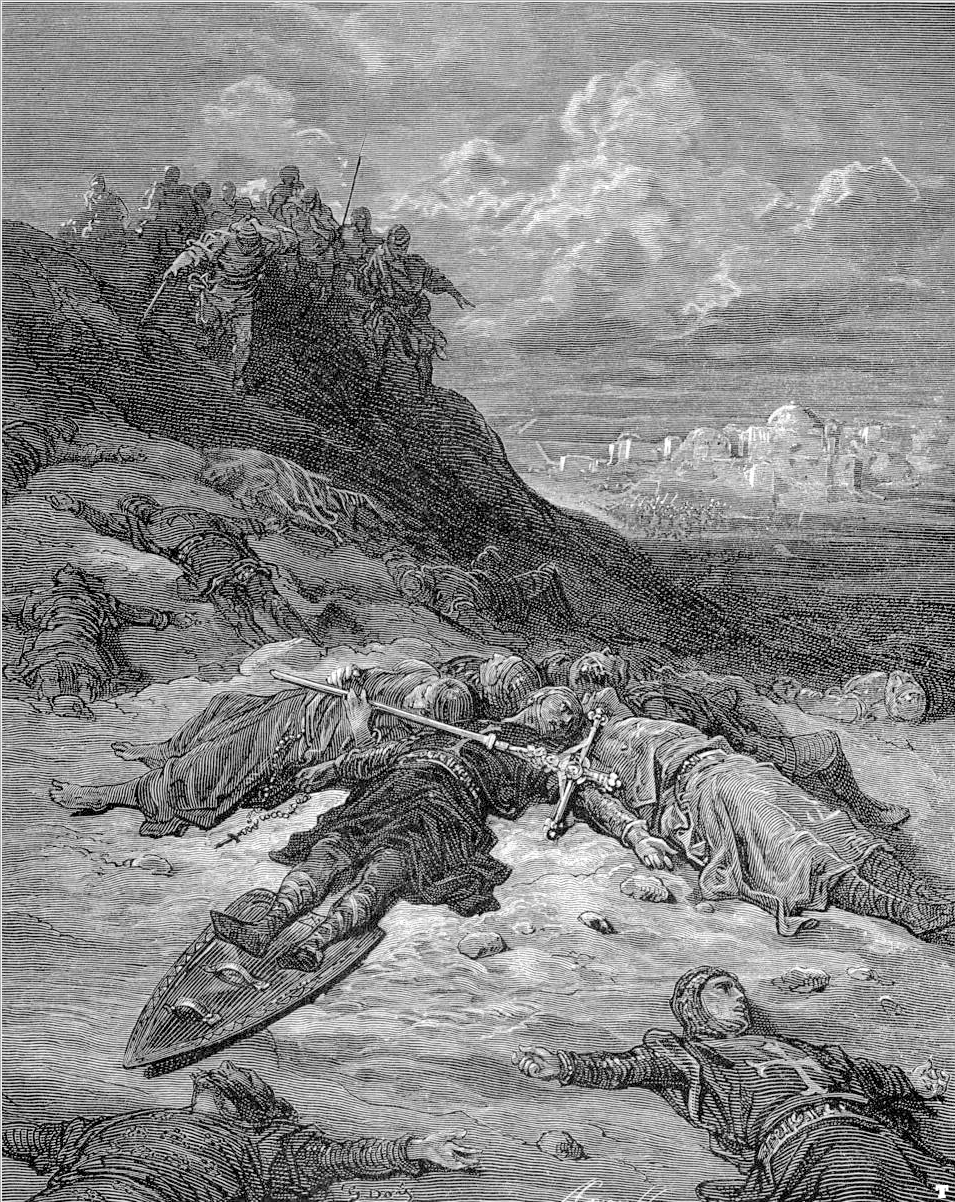
Het dode lichaam van Frederik Barbarossa, bij de rivier Selef

## Barbarossa's kruistocht
De al wat op leeftijd geraakte keizer Frederik Barbarossa reageerde gelijk op de oproep voor een nieuwe kruistocht. Hij nam het kruis vanuit de kathedraal van Mainz op 27 maart 1188 mee. In mei van het jaar 1189 marcheerde hij als een van de eersten uit naar het Heilige Land, met 100.000 manschappen tot zijn beschikking, onder wie 20.000 ridders en 3000 à 4500 ruiters.
De Byzantijnse keizer Isaäk II Angelos sloot een geheime alliantie met Saladin om Frederiks progressie naar het Heilige Land een halt toe te roepen, in ruil voor een veiligheidswaarborg voor zijn rijk. Op 18 mei 1190 nam het Duitse leger de plaats Iconium in, de hoofdstad van het sultanaat van Rûm. Maar op 10 juni 1190 werd Frederik van zijn paard geworpen bij de rivier Selef (tegenwoordig Göksu) en verdronk. Na deze gebeurtenis keerde een groot gedeelte van Frederiks leger terug naar huis. Alleen een groep van 5000 manschappen, onder leiding van Frederiks zoon Frederik VI van Zwaben, zette zijn tocht door naar Antiochië. Daar werd het lichaam van de keizer gekookt in water om het vlees van zijn botten te verwijderen. De botten werden in een zak gedaan om misschien later in de Heilig Grafkerk te Jeruzalem begraven te kunnen worden. Intussen werd het Duitse leger in Antiochië geteisterd door diverse ziektes, waardoor het nog kleiner werd. De jonge Frederik vroeg schriftelijk hulp aan Koenraad van Monferrato om hem via de haven van Tyrus naar Akko te begeleiden, waar het stoffelijk overschot van zijn vader werd begraven.
Floris III van Holland, een trouwe bondgenoot van Frederik Barbarossa, overleed op 1 augustus 1190 en werd in de Grot van Sint-Petrus in Antiochië begraven.

## Vertrek van Richard en Filips naar het Heilige Land
Hendrik II van Engeland overleed op 6 juli 1189, na een nederlaag tegen zijn zoon Richard Leeuwenhart en Filips II van Frankrijk. Richard nam de kroon van zijn vader over en begon direct geld in te zamelen voor de kruistocht. In juli 1190 vertrokken Richard en Filips gezamenlijk vanuit Marseille naar Sicilië
Willem II van Sicilië was het jaar ervoor overleden, waarop Tancred van Sicilië de macht gegrepen had. Vervolgens had hij Willems vrouw Joan, die een zuster van Richard was, opgesloten in de gevangenis. Richard wist met overmacht de hoofdstad Messina op 8 oktober 1190 te veroveren, en bevrijdde daarbij zijn zuster Joan. Richard en Filips kregen een discussie over Richards voorgenomen huwelijk met Berengaria van Navarra, terwijl hij zijn woord had gegeven aan Filips om met diens zuster Alys te trouwen. Hierop verliet Filips onmiddellijk Sicilië om naar het Heilige Land te trekken. Hij arriveerde halverwege de maand mei in Tyrus, waarna hij zich aansloot bij het Beleg van Akko op 20 mei. Richard vertrok niet eerder dan 10 april vanuit Sicilië.
Kort na zijn vertrek uit Sicilië werd Richards vloot van 100 schepen, die gezamenlijk circa 8000 manschappen vervoerden, getroffen door een storm. Een aantal van die schepen verging en andere liepen vast op ondiepe gedeeltes in zee. Op een van die schepen zat Joan en ook Richards toekomstige bruid Berengaria, met een gedeelte van het kapitaal van de kruistocht. Al gauw werd ontdekt dat Isaac Komnenos van Cyprus deze schat in handen had gekregen. De twee vrouwen had hij ongemoeid gelaten. Richard legde op 6 mei aan bij Limasol en besprak de zaak met Isaac, met wie hij overeenkwam dat het grootste gedeelte van de schat terug werd gegeven. Isaac stond bovendien zo'n 500 soldaten af om in het Heilige Land te vechten. Eenmaal terug in zijn kasteel bij Famagusta brak Isaac zijn eed tegenover Richard en beval zijn leger om Richard van zijn eiland te verwijderen. Door Isaacs arrogantie en gewelddadige houding zag Richard zich genoodzaakt om het eiland Cyprus te veroveren, wat hem binnen zes dagen lukte.

## Beleg van Akko

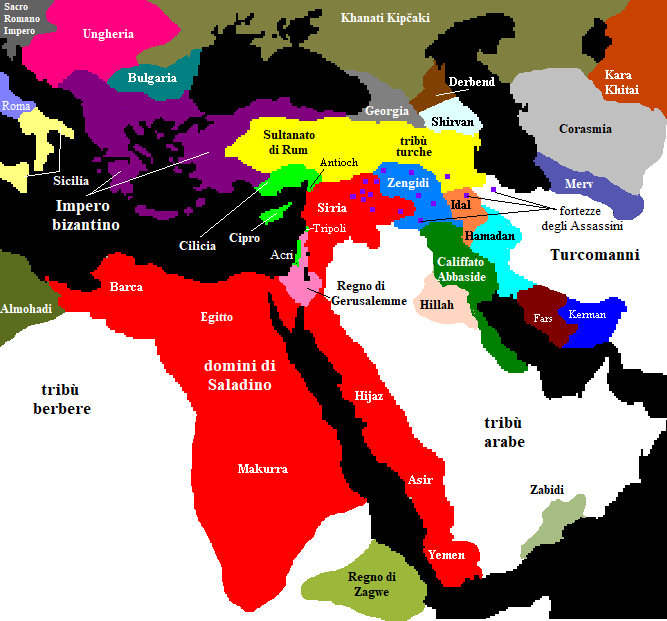
Het Midden-Oosten (circa 1190)

Guy van Lusignan werd vrijgelaten uit de gevangenis door Saladin rond 1188 - 1189. Zijn bedoeling vervolgens was om het leiderschap over te nemen in Tyrus, maar Koenraad van Monferrato behield daar de macht en wist daar een aantal moslimaanvallen op de stad te pareren en verleende Guy geen toegang tot de stad. Guy richtte vervolgens zijn ogen op de havenstad Akko. Hij wist een leger te formeren dat hem wel trouw bleef en dat werd nog aangevuld door een leger gestuurd door de Franse koning Filips August. Hoewel dit leger nog niet groot genoeg was om Saladins leger in één keer te verslaan, waardoor er belegering op belegering ontstak. In de zomer van 1190 braken er diverse epidemieën uit, waarop koningin Sibylla en haar nog jonge dochters kort na elkaar overleden. Guy was eigenlijk alleen maar rechtsgeldig koning door zijn huwelijk, maar ging onverstoorbaar door als gezaghebbende en rechtmatige kroondrager. Eigenlijk was Sibylla's halfzuster Isabella de rechtmatige koningin, die werd haastig gescheiden van Humfred IV van Toron, waarna zij snel werd uitgehuwelijkt aan Koenraad van Monferrato, die daarna de kroon opeiste.
Gedurende de winter van 1190-1191 waren er verder uitbraken van ziektes als difterie en koorts in het christenkamp, wat de levens eiste van Frederik VI van Zwaben, patriarch Hereclius en Theobald V van Blois. Wanneer de lente begon kon Leopold V van Oostenrijk arriveren, en nam de leiding van de overgebleven strijdkrachten op zich. Koning Filips II van Frankrijk kwam in april/mei met zijn strijdkrachten aan.
Richard arriveerde op 8 mei 1191 en begon meteen met het instrueren en de bouw van belegeringsmachines, vervolgens werd de stad op 12 juli ingenomen door een onderhandelde overgave. De Franse koning vertrok weer op 31 juli, waardoor Richard de facto het opperbevel kreeg. Er brak een periode van getouwtrek aan rond de uitvoering van de overeengekomen gevangenenruil, afkoopsom en teruggave van het Ware Kruis. Uitstel door Saladin deed Richard zijn geduld verliezen, waarop hij op 20 augustus het gevangen garnizoen van Akko - zo'n drieduizend man - openlijk liet afslachten. Vijf dagen later zette zijn leger zich terug in beweging.

## Slag bij Arsoef
Na het beleg van Akko besloot Richard naar de stad Jaffa te marcheren, waarvandaan een geplande aanval op Jeruzalem moest gaan ontstaan. Op 7 september 1191 werd Richard echter op zo'n 50 kilometer ten noorden van Jaffa aangevallen door het leger van Saladin.
In de daaropvolgende slag bij Arsoef wilde Saladin het leger van Richard uit elkaar lokken. Richard wist echter zijn formatie bij elkaar te houden totdat hij hulp kreeg van de Hospitaalridders, die een aanval uitvoerden op Saladins rechterflank, en van de tempeliers, die de linkerflank troffen. Richard kon vervolgens zegevieren en Saladin trok zich terug.

## Nieuwe onderhandelingen

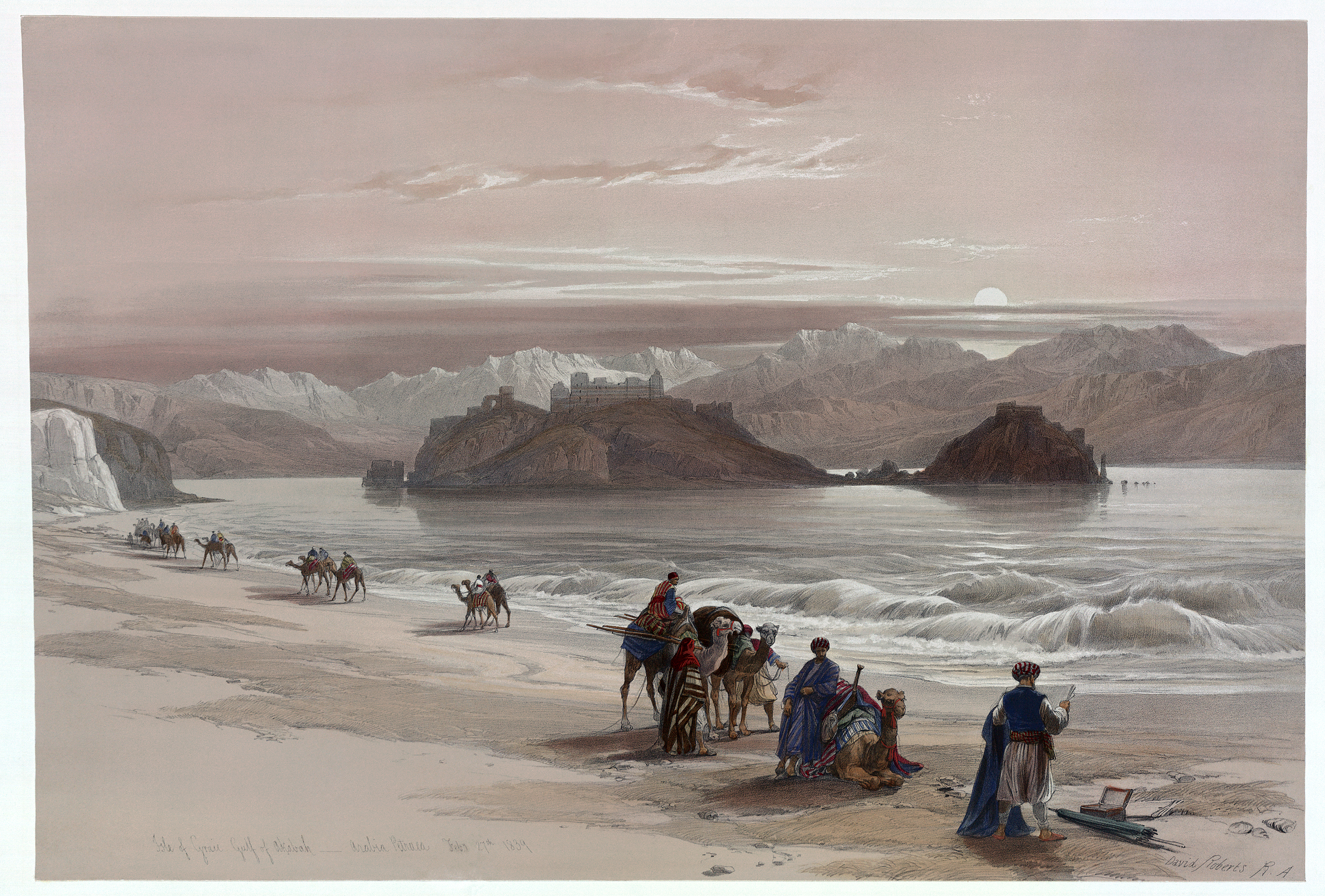
Richard en Saladin kwamen overeen dat handelskaravanen zonder problemen door elkaars gebieden konden bewegen

Na zijn overwinning nam Richard Jaffa in en maakte daar zijn hoofdkwartier. Hij bood nieuwe onderhandelingen aan aan Saladin, die zijn broer al-Adil stuurde om Richard te ontmoeten. De onderhandelingen liepen op niets uit, waarna Richard naar Asjkelon vertrok.
Richard riep Koenraad op om hem te volgen in zijn campagne, maar die weigerde omdat Richard een alliantie had gesloten met Guy van Lusignan. Guy had zelf onderhandeld met Saladin, om zich in te dekken voor het geval Richard Tyrus niet voor hem in zou nemen. Vanaf april was Richard verplicht Koenraad te erkennen als nieuwe koning van Jeruzalem, nadat die was verkozen door de plaatselijke adel. Guy had helemaal geen stemmen verkregen van de edelen, maar Richard verkocht hem Cyprus als compensatie. Voordat Koenraad gekroond kon worden werd hij in de straten van Tyrus door twee Hashshasin-strijders doodgestoken. Acht dagen later werd Hendrik II van Champagne, een neef van Richard, uitgehuwelijkt aan koningin Isabella, die zwanger was van Koenraads enige kind. Er werd vervolgens sterk gespeculeerd dat de moordenaars van de koning instructies hadden gekregen van Richard.
Op 12 juli wist Saladin met duizenden manschappen opeens Jaffa te heroveren. Hij verloor wel de macht over zijn mensen, die nog wrok koesterden vanwege de belegering bij Akko. Er zou zelfs door Saladin een bericht naar de kruisvaarders zijn gestuurd, dat zij zich beter in hun burcht konden opsluiten totdat hij zijn mensen weer onder controle had. Wat later arriveerde Richard bij de haven van Jaffa, maar hij durfde nog niet aan land gaan omdat hij de situatie niet in kon schatten. Nadat een priester naar Richards sloep zwom om hem op de hoogte te brengen werd de stad op 31 juli met een veel kleiner leger, 55 man, opnieuw veroverd. Een volgende slag werd definitief uitgevochten op 5 augustus.
Tijdens het langzaam oprukken naar Jeruzalem, onder grote ontberingen en voortdurende aanvallen van de troepen van Saladin, kreeg Richard ruzie met de overgebleven Franse en Oostenrijkse edelen die hem vervolgens verlieten. Ondanks het feit dat hij Jeruzalem tot op slechts enkele kilometers was genaderd bleef hem niets anders over dan onderhandelingen aan te gaan met Saladin; als hij al in staat was geweest om Jeruzalem te veroveren, waren de overgebleven troepen te gering in aantal om de stad bezet te houden. Tevens had Richard bericht gekregen van zijn moeder dat zijn broer Jan in Engeland tegen hem conspireerde. Ook Saladin was bereid tot onderhandelen want zijn troepen raakten door de langdurende en uitputtende gevechten langzaam gedemoraliseerd en wilden naar huis. De vrede kwam daarna snel tot stand: Asjkelon werd overgedaan aan Saladin, de overige kuststeden en forten bleven behouden en er werd een wapenstilstand voor 3 jaar, 3 maanden en 3 weken getekend waarbij pelgrims naar Jeruzalem vrijgeleide genoten. Op 11 oktober 1192 scheepte Richard in richting Engeland. Koningin Berengeria vertrok op een apart schip. Door een zware storm werden de schepen uiteengedreven en Richards schip strandde op het eiland Korfoe, waar hij drie kleine schepen huurde waarmee hij naar Zara voer. Vandaar wilde hij via land verder reizen. Berengeria's schip kwam veilig op Sicilië aan.

## Nasleep
Richard werd gearresteerd en gevangengezet in 1192 door graaf Leopold, die hem verdacht van de moord op zijn neef Koenraad. Ook werd hij er door hem van beschuldigd dat hij zijn banieren van de muren van Akko had gegooid. Later werd hij in gevangenschap genomen onder de Rooms-Duitse keizer Hendrik VI; er was 150.000 mark nodig om Richard op borg vrij te kopen. Richard keerde daarna terug naar Engeland in 1194, en stierf enkele jaren later (1199) bij een kruisboogschot in de borst, op de leeftijd van 41 jaar.
In 1193 overleed Saladin, hij liet een klomp goud en wat zilver na, het grootste gedeelte van zijn bezittingen had hij weggegeven.
Hendrik II van Champagne overleed in 1197, na een val uit het raam van een toren (men beweert de toren van David). Koningin Isabella trouwde voor een vierde keer, nu met Amalrik van Lusignan, een oudere broer van Guy van Lusignan, die hem al had opgevolgd als koning van Cyprus en nu ook weer koning-gemaal werd van Jeruzalem. Nadat de twee overleden waren in 1205, werden ze opgevolgd door Maria van Monferrato, die de troon van het koninkrijk besteeg.
Het falen van de Derde Kruistocht zou zes jaar later leiden tot een Vierde Kruistocht.
Beschrijvingen en de belevenissen gedurende de Derde Kruistocht werden beschreven door anonieme auteurs van de Itinerarium Peregrinorum et Gesta Regis Ricardi, in het oud Frans weergegeven door Willem van Tyrus (sommige gedeeltes worden toegeschreven aan Ernoul), en ook Ambroise, Roger van Hoveden, Radulfus de Diceto en Gerald van Wales.